# MÁV XIIIa
A StEG II 619"–620" (később MÁV XIIIa osztály) az osztrák Államvasút-társaságnak (német rövidítése StEG) a szertartályosgőzmozdony-sorozata volt.
A mozdonyokat a bristoli Atlas Locomotiv Work vállalat építette 1880-ban, az Államvasút-társaságnál a 619” és 620” pályaszámokat kapták. A szertartályos mozdonyokat övtartályos kivitelben készítették, így szén- és vízkészleteik számára kevés hely állt rendelkezésre. 1891-ben az ÁVT magyar pályarészeinek államosítása során a kisméretű gőzmozdonyokat a MÁV kapta meg. A gőzmozdonyokat a MÁV a XIIIa osztályba sorolta és az 5671, illetve az 5672 pályaszámokat kapták meg, viszonylag rövid időn belül, már 1911 előtt leselejtezték őket.

## Fordítás
- Ez a szócikk részben vagy egészben  a   StEG_II_619"–620" című német Wikipédia-szócikk fordításán alapul.  Az eredeti cikk szerkesztőit annak laptörténete sorolja fel. Ez a jelzés csupán a megfogalmazás eredetét és a szerzői jogokat jelzi, nem szolgál a cikkben szereplő információk forrásmegjelöléseként.